# Hemitheca intermedia
Hemitheca intermedia är en nässeldjursart som beskrevs av Franz Martin Hilgendorf 1898. Hemitheca intermedia ingår i släktet Hemitheca och familjen Haleciidae. Inga underarter finns listade i Catalogue of Life.